# Dactylomys
A Dactylomys az emlősök (Mammalia) osztályának a rágcsálók (Rodentia) rendjébe, ezen belül a tüskéspatkányfélék (Echimyidae) családjába tartozó nem.

## Rendszerezés
A nembe az alábbi 3 faj tartozik:
- Dactylomys boliviensis Anthony, 1920
- Dactylomys dactylinus Desmarest, 1817 - típusfaj
- Dactylomys peruanus J. A. Allen, 1900